# Дымников, Валентин Павлович
Валенти́н Па́влович Ды́мников (род. 26 ноября 1938, Юрино, Марийская АССР) — советский и российский учёный, специалист по моделированию физики атмосферы, академик РАН, доктор физико-математических наук, директор ИВМ РАН (2000—2010).

## Биография
Окончил 11-ю мужскую среднюю школу г. Йошкар-Ола с серебряной медалью (1955); Московский инженерно-физический институт (1961).
Специалист в области геофизической гидродинамики и математического моделирования атмосферных процессов. Член-корреспондент АН СССР с 1990 года, академик РАН с 1997 года.
В 2000—2010 годах — директор ИВМ РАН, заведующий кафедрой ММФП МФТИ.
С 2010 года — профессор кафедры вычислительных технологий и моделирования факультета ВМК МГУ.

## Награды
В 1993 году Дымникову присуждена Премия имени А. А. Фридмана РАН за цикл работ по теории крупномасштабных атмосферных процессов. Удостоен Государственной премии РФ в области науки и техники (2000), награждён орденом Почёта (2009).

## Публикации
Автор около 200 научных работ, в том числе 15 монографий и учебных пособий.

### Основные монографии
- Математическое моделирование общей циркуляции атмосферы и океана, Л., Гидрометеоиздат, 1984, 320 с (соавторы Г. И. Марчук, В. Б. Залесный, В. Н. Лыкосов, В. Я. Галин);
- Математические модели в геофизической гидродинамике и численные методы их реализации, Л., Гидрометеоиздат, 1987, 287 с (соавторы Г. И. Марчук, В. Б. Залесный);
- Устойчивость крупномасштабных атмосферных процессов, Л., Гидрометеоиздат, 1990, 235 с (соавтор А. Н. Филатов); Mathematics of Climate Modeling , Birkhauser, 1997, 264 pp. (with A.N. Filatov).

### Основные учебные пособия
- Задачи по вычислительной математике, М., Наука, Физ-мат. лит., 1980, 142 с (соавторы В. И. Дробышевич, Г. С. Ривин);
- Вычислительные методы в геофизической гидродинамике, М., ОВМ, 1984, 147 с;
- Основы математической теории климата, М., ВИНИТИ, 1994, 254 с (соавтор А. Н. Филатов);
- Избранные главы гидродинамики, М., ИВМ РАН, 1998, 97 с;
- Методы математической статистики в задачах физики атмосферы, М., ИВМ РАН, 2000, 210 с (соавтор А. И. Чавро);
- Избранные главы теории устойчивости динамики двумерной несжимаемой жидкости, М., ИВМ РАН, 2004, 139 с.